# Jackson Guitars
Jackson Guitars é uma marca de guitarras norte-americana  especializada na fabricação de instrumentos para heavy metal.
A marca surgiu quando o lendário guitarrista Randy Rhoads se aproximou de Grover Jackson, já um renomado fabricante de guitarras, querendo um modelo de guitarra novo parcialmente inspirado na Gibson Flying V. Temendo que o visual agressivo desse novo modelo pudesse danificar a imagem da marca Charvel (então fabricante exclusivamente de modelos baseados na Fender Stratocaster), Grover então nomeou-a como Jackson, dando início assim à marca, que ao longo dos anos conquistou uma absoluta legião de fãs, contrariando as expectativas iniciais e tornando-se inclusive maior que a própria Charvel. Nos dias de hoje passou a ser concorrente de grandes marcas como a Gibson e a Fender por ter um bom timbre e custar bem menos do que as outras 2 grandes marcas. 
A Jackson Guitars fábrica modelos assinados por artistas famosos. Entre eles, destaca-se Adrian Smith, do grupo Iron Maiden. Na opinião de muitos, é a guitarra mais bonita da marca. 
Também ficou bastante conhecida após ser usada na lendária música do Metallica ''Sad but True'' sendo a guitarra solo usada por Kirk Hammett.  
A Jackson Guitars fabrica diversos modelos de guitarras, e com design voltado para velocidade e timbres pesados, ou como a própria Jackson as denomina, "guitarras de alta performance" ("high performance guitars").